# Едвінас Крунголцас
Едвінас Крунголцас  (лит. Edvinas Krungolcas, 21 січня 1973) — литовський сучасний п'ятиборець, олімпійський медаліст.

## Виступи на Олімпіадах
| Олімпіада  | Дисципліна | Місце |
| ---------- | ---------- | ----- |
| Афіни 2004 | особисті   | 31    |
| Пекін 2008 | особисті   | 2     |